# Gregorio de Laferrère
Gregorio de Laferrère (Buenos Aires, 8 marzo 1867 – Buenos Aires, 30 novembre 1913) è stato uno scrittore argentino.

## Biografia
Erede di una famiglia latifondista molto agiata d'origine francese, Gregorio nacque da Alfonso de Laferrère e Mercedes Pereda. Come i suoi fratelli ebbe i primi insegnamenti impartiti da un precettore; in seguito studiò al Colegio Nacional de Buenos Aires. Ottenuto il titolo, iniziò a scrivere per il periodico El Fígaro, sotto lo pseudonimo di Abel Stewart Escalda.
Fu politicamente attivo e, sostenuto dall'amico José María Miró (1867-1896), divenne membro del Partido Autonomista Nacional, finché nel 1891 fu eletto sindaco di Morón.

## Fortuna
Insieme al connazionale Roberto Payró e all'uruguagio Florencio Sánchez, Laferrère è uno degli autori più significativi del teatro rioplatense, e le sue commedie continuano a essere messe in scena con successo. L'opera del commediografo consiste prevalentemente in satire di costume. Scrisse anche alcuni racconti, usciti su riviste come Caras y caretas.  L'unico romanzo, Andrea, fu vietato dalla censura e restò inedito. A Laferrère è intitolata un'omonima città della provincia di Buenos Aires.